# Puente de la Culebra
El puente de la Culebra es una obra arquitectónica del siglo XVIII, construida por el arquitecto madrileño Pedro de Ribera, que se encuentra en la ciudad española de Madrid. Fue construido en la Casa de Campo, sobre el cauce del arroyo de los Meaques, afluente del río Manzanares y éste a su vez del río Jarama.

## Localización
El puente se emplaza en la zona conocida como El Zarzón, en el extremo suroccidental del recinto. Se encuentra próximo a la Portillera del Batán en el Cuartel de Rodajos. A sus pies se halla el "Estanque de la Culebra", formado por las aguas represadas del arroyo de los Meaques.

## Historia
El Puente de la Culebra fue levantado en el año 1723, siendo la obra artística más representativa de las que perduran en toda la Casa de Campo y un curioso ejemplo de arquitectura barroca italiana en Madrid. Esta construcción empezó a ser conocida con su nombre actual por las formas ondulantes de sus pretiles, que asemejan una serpiente reptando. 

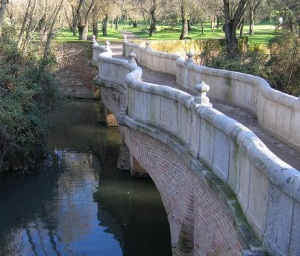
Puente de la Culebra, en la Casa de Campo (Madrid), diseñado por Pedro de Ribera en el.

Su autor es Pedro de Ribera, el autor de otras obras en Madrid como el puente de Toledo. Además fue el arquitecto encargado de concluir las obras de la Ermita de la Virgen del Puerto de Madrid.

## Descripción
Construido en estilo barroco madrileño, con clara influencia italiana, el puente combina el ladrillo rojo, presente en sus arcos, con el granito, que domina su parte superior, a partir del saliente instalado sobre la línea de imposta. Sus pretiles están adornados con diez pináculos de piedra que se añadieron en la rehabilitación de 1983.
Se trata de un puente de "conteo" para contar  las reses que iban a pastar en la tierras de guadaña, por lo que se pagaba un canon por ejemplar.
Su diseño con entrantes y salientes hace posible que se coloquen los "contadores" de ganado, uno a cada lado, sin que las reses los atropellen. El anterior puente había sido derribado por una tormenta en 1723. 